# Poesiomat (Pirkštejn)
Poesiomat v Pirkštejně v okrese Kutná Hora stojí před hradem severně od věže poblíž přístupové cesty.

## Historie
Poesiomat byl zprovozněn 14. května 2022 a odhalila jej zpěvačka a houslistka Iva Bittová. Dramaturgii tvoří skladby, které souvisejí s historií hradu, jeho osobností a regionu Posázaví. Doplněna je o díla českých autorů, například Karla Hynka Máchy, Petra Hrušky, Jana Zahradníčka Ivana Wernische nebo Konstantina Biebla.